# Capra cashmere australiana

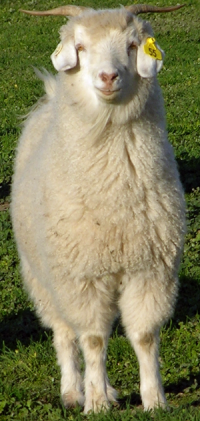

La cashmere australiana è una razza che si è evoluta a partire dalle capre rinselvatichitesi in Australia, dopo 25 anni di allevamento mirato.
Pur mantenendo la fertilità e la frugalità delle proprie antenate, queste capre sono assai più docili ed adatte all'allevamento; in più, per far fronte all'inverno sviluppano un soffice manto di cashmere, utilizzato per la lana
--capre americane--
Le prime capre vennero liberate sulle coste dell'isola da marinai portoghesi ed olandesi assai prima dell'insediamento britannico nella zona: questi primi esemplari si acclimatarono rapidamente ai vari ambienti che gli si prospettarono e si diffusero in gran parte dell'isola.
Con la colonizzazione britannica dell'Australia, furono fatti i primi tentativi di avviare un'industria della lana, nel 1832, da William Riley nel Nuovo Galles del Sud. A sua volta, Riley diffuse volantini che spronavano i contadini ad intraprendere l'allevamento della capra d'Angora e della capra cashmere, anche se occorsero 150 anni prima che essi cominciassero a seguire i suoi consigli. 
Durante il periodo della corsa all'oro vittoriana, la produzione di lana conobbe un drammatico declino, poiché i pastori che controllavano le greggi abbandonarono il lavoro per tentare la fortuna nelle miniere. 
Nonostante i tentativi fatti dai proprietari terrieri per erigere palizzate per controllare le greggi, le capre si dispersero nell'entroterra, dando vita alle "bush goat"; l'espansione edilizia ed il sorgere di nuovi insediamenti spinse queste popolazioni semiselvatiche ancora più nell'interno, nelle zone semiaride del continente.
La riscoperta del cashmere si ebbe nel 1972, quando due ricercatori, analizzando il vello di alcune capre catturate in una proprietà, scoprirono che era di puro cashmere; tuttavia, la ricerca sulle capre selvatiche si limitò ad alcuni esemplari, a causa dei precoci tagli ai budget che costrinsero i ricercatori a terminare le ricerche.
A partire dagli anni '80, però, l'allevamento di queste capre si è diffuso fra alcuni allevatori, e sembra essere ancora in crescita.